# Sanpakitch Preencha
Phraya Sanpakitch Preencha (พระยาสรรพกิจปรีชา *20 de enero de 1873 † 28 de febrero de 1936 Wat Muang Monastery en la Provincia de Ang Thong ) fue un diplomático Siamés.

## Biografía
- Estudió leyes en Inglaterra.
- En Siam trabajó como abogado y fiscal.
- En 1896 sirvió en el ministerio del tesoro. La Secretaría del Lord Canciller Hay un deber de lengua extranjera sobre el terreno. Más tarde, graciosamente. Ir a trabajar en el Ministerio de Relaciones Exteriores. Ha estado trabajando tanto en la ciudad como en el extranjero, como
- En 1899 fue secretario de embajada en Tokio.
- En 1901 fue subsecretario del Ministerio de asuntosexteriores.
- En 1903 fue asistente especial del gobierno.
- De 1907 a 1908 fue secretario de embajada en Londres.
- En 1907 Rama V. visitó Europa y Londres.
- De 1906 a 1913 fue secretario del Real Consejo.
- En 1910 fue secretario de embajada en Washington D. C..
- En 1915, el gobierno siamés le envió al Consejo Internacional de Telégrafos de Londres.
- A partir del 26 de mayo de 1921 fue Encargado de negocios Washington D. C..[1]
- En 1924, la Liga Nacional Siamesa Representando al ministro siamés en París
- En 1924 representó el gobierno siamés en la conferencia postal internacional en Estocolmo.
- De 01 de octubre de 1923 a 1926 fue embajador en Roma con coacreditción en Madrid y Lisboa.
- Recibió un título real.[2]